# Sant Andreu de Pujol Melós
Sant Andreu de Pujol Melós és una església que forma part de l'Inventari del Patrimoni Arquitectònic Català de Navès (Solsonès).

## Descripció
Sant Andreu de Pujol Melós és una església romànica construïda damunt de la preromànica.
És d'una sola nau, coberta amb volta apuntada i absis quadrat que recobreix el de l'església primitiva. Arc presbiteral apuntat. La construcció és a partir d'un parament de pedres escairades a cops de maceta en fileres. L'absis és sobre dos podis i hi ha un altre podi al frontis, que està format per tres fileres de pedres fent escala. Un tercer podi, és a l'angle de la nau i l'absis. La porta està al costat sud, amb arc de mig punt i adovellada. Hi ha una finestra a la paret que tanca l'absis, prolongació de la primitiva, amb arc de mig punt monolític. Finestra a la nau, al costat sud, de doble esqueixada i arc de mig punt adovellat i una finestra al frontis, similar a l'anterior.
L'orientació de la nau és al nord-est. Les mides són 6,20x11,70 metres.

### Notícies històriques
Ni la primitiva església ni l'actual, no estan esmentades en l'Acta de Consagració de l'any 839. L'església està dedicada a Sant Andreu.